# Paranebalia belizensis
Paranebalia belizensis is een kreeftachtigensoort uit de familie van de Paranebaliidae. De wetenschappelijke naam van de soort is voor het eerst geldig gepubliceerd in 1991 door Modlin.